# Франклін (округ Вернон, Вісконсин)
Франклін (англ. Franklin) — місто (англ. town) в США, в окрузі Вернон штату Вісконсин. Населення — 1140 осіб (2010).

## Демографія
Згідно з переписом 2010 року, у місті мешкало 1140 осіб у 390 домогосподарствах у складі 303 родин. Було 470 помешкань
Расовий склад населення:
| - 96,7 % — білих - 0,4 % — чорних або афроамериканців - 0,1 % — корінних американців - 0,1 % — азіатів |

До двох чи більше рас належало 2,7 %. Частка іспаномовних становила 1,2 % від усіх жителів.
За віковим діапазоном населення розподілялося таким чином: 29,7 % — особи молодші 18 років, 58,7 % — особи у віці 18—64 років, 11,6 % — особи у віці 65 років та старші. Медіана віку мешканця становила 37,9 року. На 100 осіб жіночої статі у місті припадало 104,3 чоловіків;  на 100 жінок у віці від 18 років та старших — 109,7 чоловіків також старших 18 років.
Середній дохід на одне домашнє господарство  становив 61 349 доларів США (медіана — 51 484), а середній дохід на одну сім'ю — 69 086 доларів (медіана — 61 875). Медіана доходів становила 41 146 доларів для чоловіків та 30 395 доларів для жінок. За межею бідності перебувало 15,0 % осіб, у тому числі 33,0 % дітей у віці до 18 років та 8,2 % осіб у віці 65 років та старших.
Цивільне працевлаштоване населення становило 474 особи. Основні галузі зайнятості: освіта, охорона здоров'я та соціальна допомога — 26,8 %, сільське господарство, лісництво, риболовля — 15,4 %, виробництво — 13,5 %.